# Apogon brevispinis
Apogon brevispinis är en fiskart som beskrevs av John Fraser och Randall 2003. Apogon brevispinis ingår i släktet Apogon och familjen Apogonidae. Inga underarter finns listade i Catalogue of Life.